# 티타누스
티타누스(Titanus)는 구스타보 롬바르도(Gustavo Lombardo, 1885~1951)가 1904년에 설립한 이탈리아의 영화 제작사이다. 본사는 로마의 Via Sommacampagna 28에 위치하고 있으며 스튜디오는 로마 중심부에서 12km 떨어져 있는 비아 티부르티나에 있다.
프렌치 뉴 웨이브 영화가 등장한 후, 티타누스는 젊은 영화 예술가들에게 비교적 자유롭게 저예산 영화를 만들 수 있는 기회를 제공하는 "청소년 작전"을 시작했다. 이로 인해 1960년부터 1965년까지 티타누스의 첫 번째와 두 번째 작품 100여 개가 제작되었다. 여기에는 에르만노 올미, 엘리오 페트리, 다미아노 다미아니 및 리나 베르트뮐러와 같은 신인 감독의 영화가 포함되어 있었다. 티타누스는 1964년에 생산 지점을 폐쇄했다.